# Spitzkarre

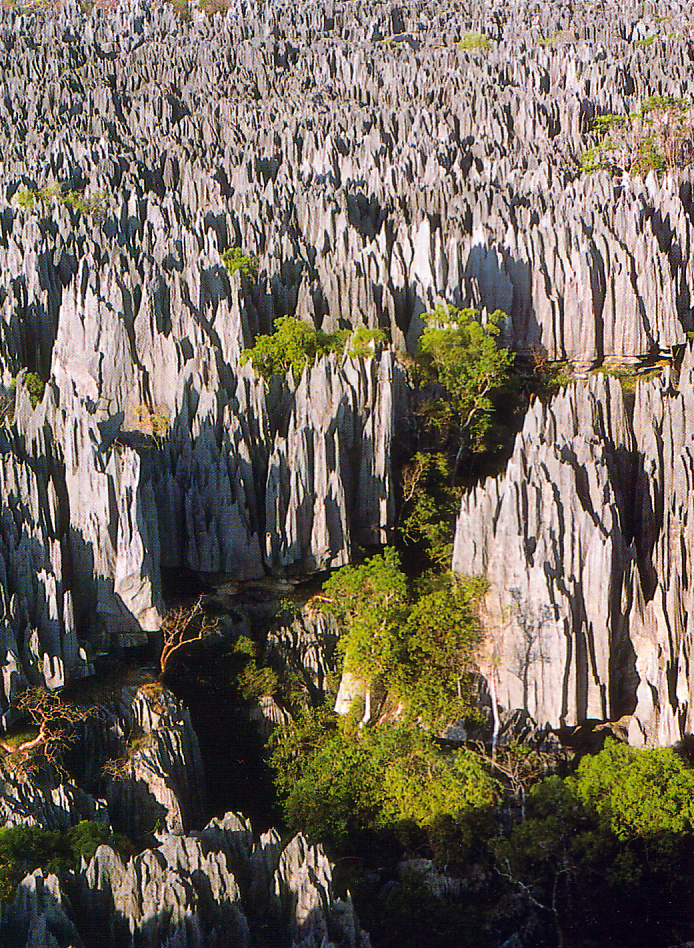
Unter tropischen Bedingungen gebildete Spitzkarren im Tsingy de Bemaraha Strict Nature Reserve in Madagaskar

Spitzkarren sind eine Karrenstruktur erster Ordnung. Sie entstehen in Karstgebieten durch Lösungsverwitterung.

## Geschichte
Die wissenschaftliche Beschreibung von Spitzkarren, engl. pinnacles (Zinnen), beginnt im Jahr 1900 mit M. Eckert. Ihm folgen unter vielen anderen Autoren Jovan Cvijić im Jahr 1924, C.E. Wilford & J.R.D. Wall 1965, M.M. Sweeting 1979 sowie M.W. Longman & D.N. Brownlee 1980. Eine Definition war 1951 von Alfred Bögli erbracht worden.

## Beschreibung
Spitzkarren bilden im Karst nach oben spitz, projektilartig zulaufende Pyramiden. Die Strukturen treten gewöhnlich nicht vereinzelt auf, sondern formen Ansammlungen. Die einzelnen Pyramiden werden durch miteinander vernetzte Furchen oder beckenartige Vertiefungen voneinander abgegrenzt. Die Einzelpyramiden sind an ihrer Basis selten breiter als 2 Meter, Gruppierungen können jedoch recht große Komplexe (im Dekameterbereich und mehr) hervorbringen. Die steilen Seitenpartien bestehen aus mehreren konvexen bis flachen Facetten, die sich an scharfen Graten berühren und nach oben in einer Spitze zusammenlaufen. Auch Formen mit mehr als nur einer Spitze kommen vor. Gewöhnlich bilden sich auf den Facetten Rillenkarren und manchmal auch Lösungsrippeln (engl. solution ripples). Die Höhe von Spitzkarren liegt gewöhnlich im Meterbereich, kann aber unter tropischen Bedingungen in den Dekameterbereich übergehen.

## Vorkommen

### Ausgangsgesteine
Spitzkarren bilden sich gewöhnlich in Karbonatgesteinen (Kalkstein und Dolomit). Sie sind aber auch in Salzgesteinen (Steinsalz) beschrieben worden, sehr ähnliche Strukturen können selbst in verwitterten Graniten angetroffen werden
Die so genannten Penitentes, Ablationsstrukturen im Eis, sind Spitzkarren ebenfalls sehr ähnlich.

### Environments
Spitzkarren treten in drei verschiedenen Environments auf:
- im Inlandkarst auf nacktem Fels (vor allem im Hochgebirge)
- im Inlandkarst unter Bodenbedeckung
- im Küstenbereich in der intertidalen und supratidalen Zone.

Die unter Bodenbedeckung gebildeten Spitzkarren sind im Vergleich zu den im Freien entstandenen Formen wesentlich unregelmäßiger und besitzen auch keine scharfkantigen Facetten. Ihre Oberflächen sind generell glatter und abgerundeter. Ihre Seiten können von steilstehenden Rundkarren überprägt werden.
Am unregelmäßigsten von allen Formen sind die auf Kalken im Küstenbereich gebildeten Spitzkarren (litorale Karren). Es handelt sich bei ihnen um wahllos zerfurchte, pyramidale Massen, deren Seiten Überhänge aufweisen können und deren Relief durch Näpfe und Löcher sehr aufgeraut wird. Auch finden sich zwischen ihnen wesentlich mehr Kamenitzas als bei den beiden anderen Spitzkarrenformen. Sie können bis einen Meter hoch werden, sind aber meist wesentlich niedriger.

## Entstehung
Sehr wahrscheinlich stellt die Entstehung von Spitzkarren eine Weiterentwicklung der Evolution Flachkarren → Kluftkarren dar, unter Bodenbedeckung oder auch im Freien. Fortgesetztes Einwirken von Niederschlägen auf von Kluftkarren begrenzte Flachkarren verbreitert die Kluftkarren mehr und mehr, so dass die dazwischenliegenden Flachkarrenareale in ihrer Ausdehnung allmählich zurückweichen und letztendlich auf einen Punkt (Spitze) reduziert werden. Übrig bleibt die projektilförmige Spitzkarre. Dieser Entwicklungsprozess konnte experimentell in Ablationsexperimenten an Gesteinsprismen nachvollzogen werden.
Die Evolutionsreihe kann etwas abgekürzt aber auch über das Zwischenstadium von unter Bodenbedeckung gebildeten Säulen (englisch pillars) erfolgen, die nach Abtragung ihrer schützenden Bodenschicht wieder der normalen atmosphärischen Lösungsverwitterung ausgesetzt sind (zu beobachten beispielsweise im Paläokarst des Cerro del Hierro in Andalusien, dessen eisenreiche Bodenschicht abgebaut worden war). Die im Tropenraum (insbesondere in Südostasien) recht häufig anzutreffenden Kalkstein-Zinnen haben diesen Weg eingeschlagen. Die ihnen sehr ähnlich wirkenden Kalkfällungszinnen im Nambung National Park in Westaustralien sind kein Karstphänomen, sondern durch Ausfällung von Kalk mit anschließender Winderosion entstanden.
Eine andere Evolutionsreihe verläuft möglicherweise über Kamenitzas, die sich sukzessive verbreitern und mehr und mehr nach unten vordringen. Dies wurde hauptsächlich bei Spitzkarren im Küstenbereich, gelegentlich aber auch bei Inlandformen beobachtet.

## Beispiele
Spitzkarren treten weltweit auf, etwa am 1642 m hohen Matajur in den julischen Alpen nordöstlich von Udine, Italien.
Schöne Beispiele für litorale Karren finden sich an der Gower Coast in Wales. Sehr große Kalkstein-Zinnen und -Säulen haben sich unter subtropischen Bedingungen in Shilin und im Lunan Stone Forest in Yunnan in Südchina gebildet.